# This Island Earth
This Island Earth (bra: Guerra entre Planetas, ou A Guerra dos Planetas; prt: S.O.S. Metaluna!) filme estadunidense de 1955, dos gêneros terror e ficção científica, dirigido por Joseph M. Newman, com roteiro de Franklin Coen e Edward G. O'Callaghan baseado no romance homônimo de Raymond F. Jones e trilha sonora de Henry Mancini.

## Elenco
- Jeff Morrow...Exeter
- Faith Domergue...Ruth Adams
- Rex Reason...Cal Meacham
- Lance Fuller...Brack
- Russell Johnson...Steve Carlson
- Douglas Spencer...Monitor
- Robert Nichols...Joe Wilson
- Karl L. Lindt ...Dr. Adolph Engelborg
- Robert Williams ...Webb
- Coleman Francis ..Entregador
- Charlotte Lander ...mulher de Metaluna da câmara de descrompressão
- Marc Hamilton ...habitante de Metaluna
- Regis Parton ...mutante
- Orangey ...Nêutron, o gato

## Sinopse
Quando alienígenas enfrentam uma guerra sem trégua entre os planetas do seu sistema estelar, decidem vir à Terra pedir ajuda aos humanos, entre eles o cientista Dr. Cal Meacham.